# 杨家桥
杨家桥是中華人民共和國上海市普陀區桃浦鎮的一個地名。北洋政府時期隸屬於寶山縣。桃浦途徑此地。楊家橋地名來自於橫跨桃浦的木橋「永昌桥」，後來該橋更名為楊家橋，橋名也成為了地名。最初楊家橋人口稀少，隨著滬寧鐵路和交通路開通並經過此地附近後，由於楊家橋靠近滬寧鐵路的車站真如站（上海西站），因而日漸繁華。20世纪20年代，暨南大学搬遷至杨家桥附近（現今暨南大學真如舊址），中国国际电讯局也於1930年11月在杨家桥設立真如发报台（国际电台）。淞滬會戰時期，日军轰炸国际电台和暨南大学，將這些地方炸成廢墟，杨家桥再度冷清。